# セッター (猟犬)
セッター（Setter）はイギリス原産の長毛の中形犬。鳥猟に用いられ、獲物を見つけると構える姿勢をとる（セットset）ところからこの名がある。能力に長けたセッターは複数の獲物を睨みつけることでひるませてその場から動けないようにし（セット）、また、主人の合図で一匹ずつ飛び立たせるなどして主人の狩りを助ける。
イングリッシュ・セッター、ゴードン・セッター、アイリッシュ・セッター、アイリッシュ・レッド・アンド・ホワイト・セッターなどがある。
ジャパンケネルクラブ(JKC)の表記では「セター」。

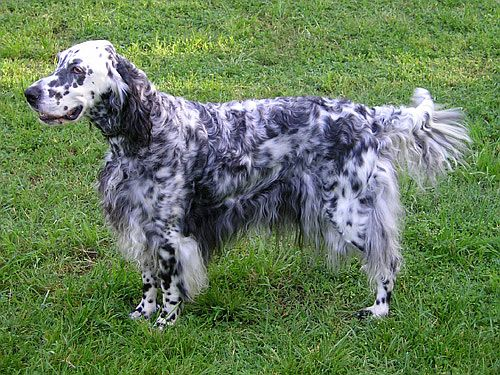
イングリッシュ・セッター
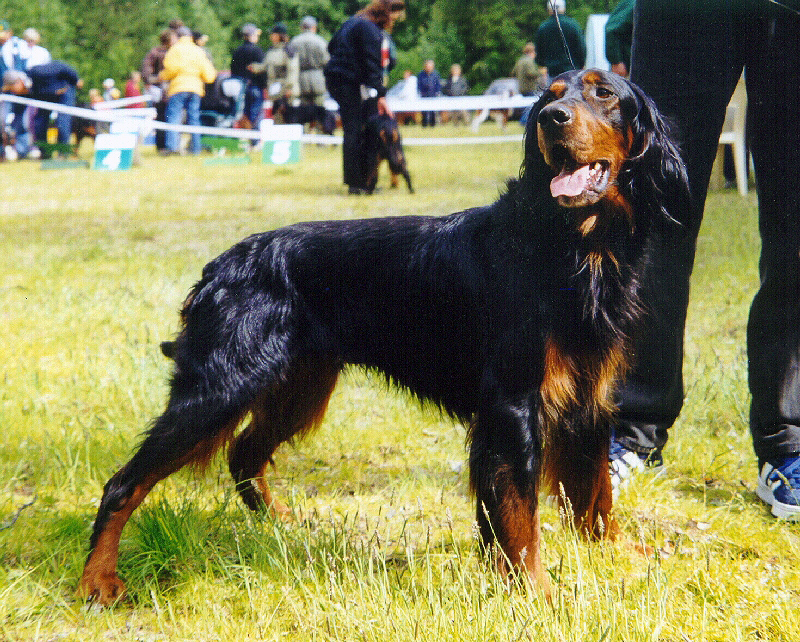
ゴードン・セッター
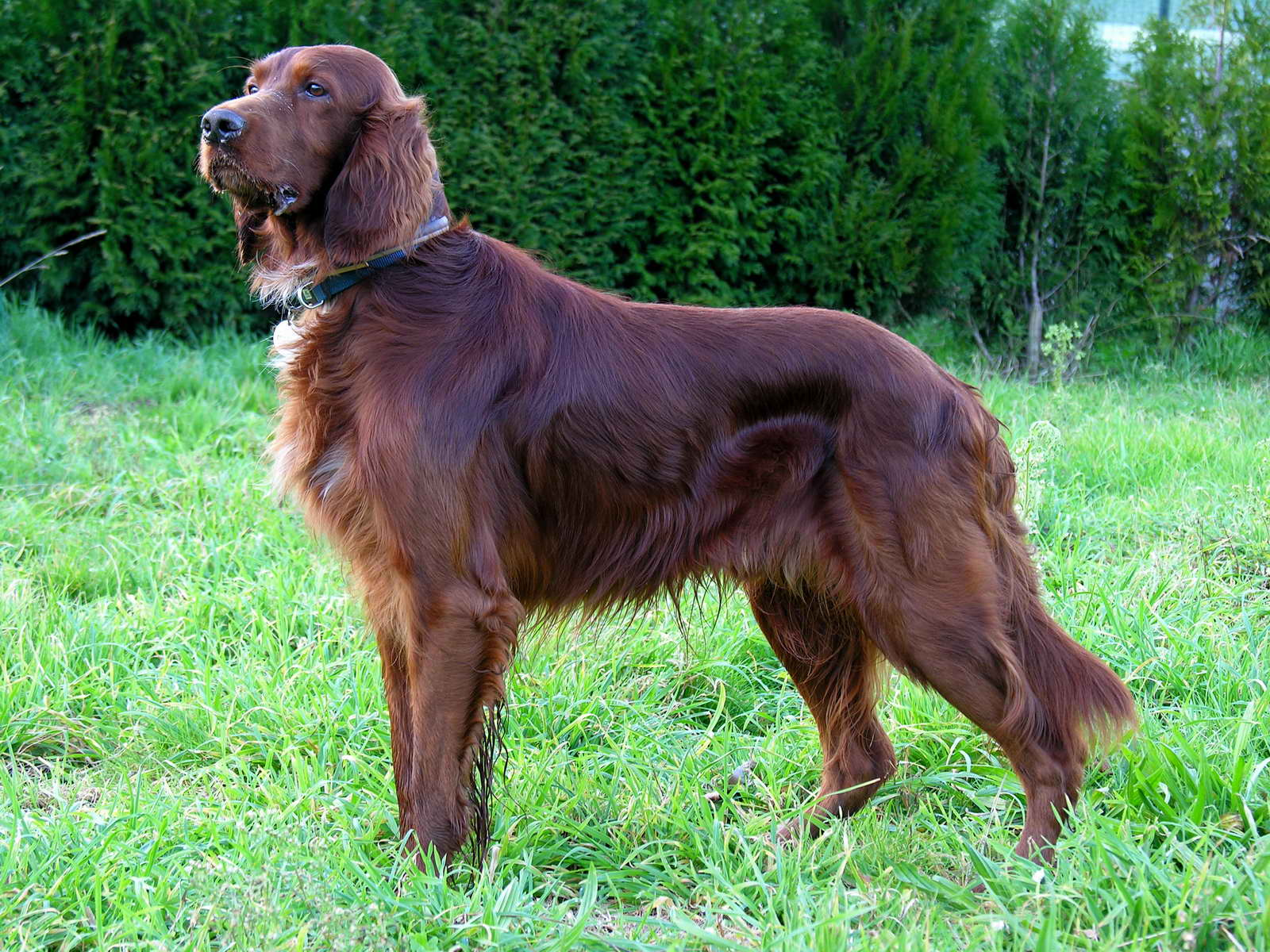
アイリッシュ・セッター